# متیو گود
متیو ویلیام گود (به انگلیسی: Matthew William Goode) (زاده ۳ آوریل ۱۹۷۸) بازیگر انگلیسی است. اولین موفقیت او با بازی در فیلم کمدی عاشقانه در جستجوی آزادی (۲۰۰۴) رقم خورد که نامزد جایزه برگزیده نوجوان شد. او سپس به عنوان بازیگر نقش مکمل در فیلم‌هایی نظیر امتیاز نهایی (۲۰۰۵) ساخته وودی آلن، فیلم کمدی عاشقانه تصور کن من و تو (۲۰۰۶) و درام کپی بتهوون (۲۰۰۶) ظاهر شد. بازی او در نقش چارلز رایدر در فیلم اقتباسی درام باری دیگر برایدزهد (۲۰۰۸) و آزیمندیس در فیلم ابرقهرمانی نگهبانان (۲۰۰۹) که بر اساس مجموعه کمیکی از شرکت دی‌سی کامیکس به همین نام است، مورد تحسین منتقدان قرار گرفت.
از دیگر نقش‌های سینمایی قابل‌توجه گود می‌توان به فیلم‌های مراقب (۲۰۰۷)، یک مرد مجرد (۲۰۰۹)، تقاطع سمتری (۲۰۱۰)، استوکر (۲۰۱۳)، بازی تقلید (۲۰۱۴) و بیخود از خود (۲۰۱۵) اشاره کرد. علاوه بر فعالیت در سینما، او در چندین برنامه تلویزیونی حضور یافت. مهم‌ترین نقش‌آفرینی‌های تلویزیونی او شامل بازی در فصل آخر سریال درام تاریخی دانتون ابی و فصل‌های پنج و شش سریال کمدی همسر خوب است. در سال ۲۰۱۷، گود نقش آنتونی آرمسترانگ-جونز، ارل اسنودون را در مجموعه تلویزیونی درام زندگی‌نامه‌ای تاج به تصویر کشید که به خاطر آن نامزد دریافت جایزه امی ساعات پربیننده برای بهترین بازیگر مهمان مرد در مجموعه تلویزیونی درام شد. از سال ۲۰۱۸، او به عنوان بازیگر اصلی در مجموعه فانتزی عاشقانه کشف جادوگران حضور دارد.

## زندگی‌نامه
گود در ۳ آوریل ۱۹۷۸ در اکستر، دوون زاده شد. پدرش، آنتونی، زمین‌شناس و مادرش، جنیفر، پرستار و کارگردان تئاتر بود. گود کوچک‌ترین فرزند از پنج فرزند خانواده است و یک برادر، دو برادر ناتنی و یک خواهر ناتنی از ازدواج قبلی مادرش دارد. گود از مدرسه اکستر فارغ‌التحصیل شد و سپس در دانشگاه بیرمنگام و مدرسه عالی هنرهای نمایشی وبر داگلاس به تحصیل پرداخت.
گود از سال ۲۰۰۵ با سوفی دایموک در رابطه بوده‌است. آن‌ها در سال ۲۰۱۴ ازدواج کردند و دو دختر و یک پسر دارند.

## گزیدهٔ آثار

### سینما
- در جستجوی آزادی (۲۰۰۴)
- امتیاز نهایی (۲۰۰۵)
- تصور کن من و تو (۲۰۰۵)
- رونویسی برای بتهوون' (۲۰۰۶)
- مراقب (۲۰۰۷)
- باری دیگر برایدزهد (۲۰۰۸)
- نگهبانان (۲۰۰۹)
- یک مرد مجرد (۲۰۰۹)
- سال کبیسه (۲۰۱۰)
- تقاطع سمتری (۲۰۱۰)
- استوکر (۲۰۱۳)
- بازی تقلید (۲۰۱۴)
- بیخود از خود (۲۰۱۵)
- متفقین (۲۰۱۶)
- حس یک پایان (۲۰۱۷)
- اسرار رسمی (۲۰۱۹)
- دانتون ابی (۲۰۱۹)
- دوک (۲۰۲۰)
- چهار بچه و اون (۲۰۲۰)
- شب خاموش (۲۰۲۱)
- کینگزمن (۲۰۲۱)

### تلویزیون
- همسر خوب (۲۰۱۵–۲۰۱۴)
- دانتون ابی (۲۰۱۵–۲۰۱۴)
- ریشه‌ها (۲۰۱۶)
- تاج (۲۰۱۷)
- کشف جادوگران (۲۰۱۸–اکنون)
- پیشنهاد (۲۰۲۲)

## جوایز
- کاندیدای جایزه امی ساعات پربیننده برای بهترین بازیگر مهمان مرد در مجموعه تلویزیونی درام برای سریال تاج
- کاندیدای جایزه انجمن بازیگران فیلم برای بهترین اجرای گروه بازیگران در مجموعه درام برای سریال دانتون ابی
- کاندیدای جایزه انجمن بازیگران فیلم برای بهترین اجرای گروه بازیگران در فیلم سینمایی برای فیلم بازی تقلید
- برنده جایزه جشنواره بین‌المللی فیلم پام اسپرینگز برای بهترین اجرای گروه بازیگران برای فیلم بازی تقلید
- کاندیدای جایزه انجمن منتقدان فیلم سن دیگو بهترین اجرای گروه بازیگران برای فیلم بازی تقلید